# Paretina antiscorrimento

Disegno schematico di una coppia di paretine antiscorrimento, evidenziate in rosso.

In ambito aeronautico, una paretina antiscorrimento (in inglese wing fence) è una superficie aerodinamica che può venire installata sulle ali a freccia (disponendosi all'incirca perpendicolarmente al piano dell'ala e parallelamente alla direzione di avanzamento) allo scopo di ridurre gli effetti negativi dovuti al movimento del flusso d'aria dalla radice all'estremità dell'ala stessa: questo scorrimento lungo il dorso dell'ala, caratteristico delle ali a freccia, può infatti causare prematuramente lo stallo delle estremità di questo tipo di ali, con conseguente distacco della vena fluida e perdita di efficacia degli alettoni. L'adozione di paretine antiscorrimento riduce appunto la deviazione del flusso d'aria verso l'esterno e, grazie anche a effetti aerodinamici più complessi, migliora le caratteristiche del velivolo in termini di stallo e di controllabilità a elevati angoli di incidenza.

## Storia

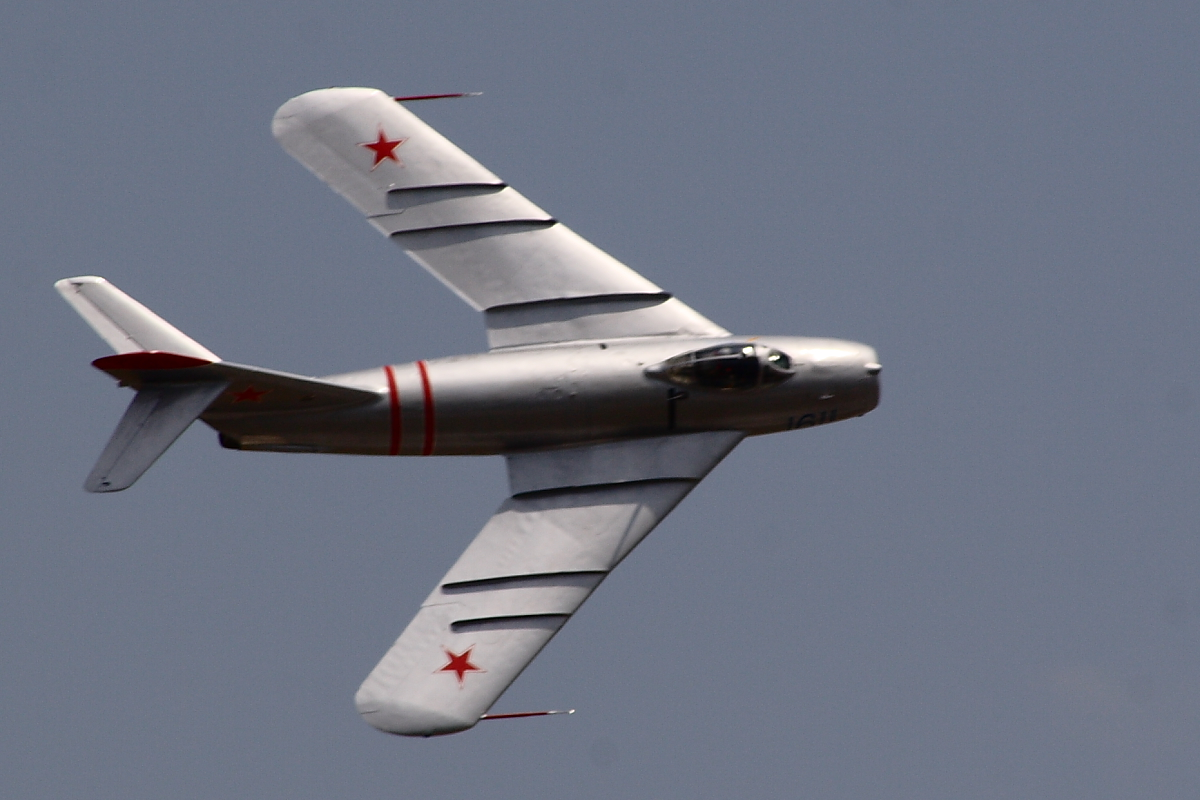
Il Mikoyan-Gurevich MiG-17 era dotato di paretine antiscorrimento di grandi dimensioni.

L'invenzione delle paretine antiscorrimento è attribuita all'ingegnere tedesco Wolfgang Liebe, che le brevettò nel 1938: egli giunse a concepirle mentre collaborava allo sviluppo del caccia ad ala dritta Messerschmitt Bf 109B, le caratteristiche di stallo del quale rendevano necessario prevenire lo scorrimento verso l'esterno del flusso d'aria lungo il bordo d'attacco dell'ala; questo effetto, si noti, era ottenuto non tanto grazie alla barriera fisica costituita dalla paretina quanto grazie al vortice che essa, investita dal flusso d'aria deviato verso le estremità alari, generava.
Quando, a partire dalla fine della seconda guerra mondiale, cominciarono a diffondersi aerei con ala a freccia, le paretine antiscorrimento acquisirono una funzione diversa ottenuta secondo un diverso principio di funzionamento rispetto alle superfici analoghe impiegate su aerei con ala dritta. Paretine antiscorrimento furono adottate su numerosi modelli di aerei con ala a freccia, dal Mikoyan-Gurevich MiG-15 al BAE Hawk passando per il North American F-86 Sabre e per il Fiat G.91.
La funzione delle paretine antiscorrimento può essere svolta anche dalle alette Handley-Page o da "denti" nel bordo d'attacco; in alcuni aerei da trasporto passeggeri moderni le gondole dei motori sono appese sotto le ali per mezzo di piloni che, per il modo in cui sono collegati all'ala, svolgono a loro volta una funzione simile a quella delle paretine antiscorrimento.

## Funzionamento aerodinamico
Il principio di funzionamento delle paretine antiscorrimento (alcuni dettagli del quale peraltro non sono ancora stati compresi a fondo) non si riduce al semplice fatto che esse, costituendo una barriera meccanica disposta parallelamente alla direzione di avanzamento, limitano lo scorrimento laterale della vena fluida: il loro effetto chiama in causa principi più complessi, che non coinvolgono solo lo strato limite (cioè quei pochi millimetri di aria che lambiscono le superfici aerodinamiche e che, a causa dell'attrito con le superfici stesse, si muovono più lentamente del flusso relativo indisturbato) ma anche il flusso potenziale (cioè quel flusso, più distante dalle superfici, dove la vorticità è nulla o trascurabile).
Nello schema (qualitativo) sulla sinistra è mostrato come la presenza di pareti alle estremità di un'ala a freccia (sinistra), o di paretine a una frazione della sua apertura (destra), influenza la distribuzione della portanza lungo l'apertura. Sull'asse verticale dei grafici (in basso) varia il coefficiente di portanza, mentre l'asse orizzontale corrisponde con la sua lunghezza all'apertura alare; la variazione del coefficiente di portanza è mostrata nei grafici dalle curve nere e nei disegni in pianta delle ali (in alto) dalle sfumature blu (per le variazioni negative) e rosse (per le variazioni positive).
In ali con freccia positiva (cioè piegate all'indietro, in contrapposizione alle ali con freccia negativa) la portanza diminuisce a valle delle barriere e aumenta a monte di esse. Il comportamento di una barriera totale, come il muro della galleria del vento mostrato nel disegno di sinistra, e quello di una barriera di piccole dimensioni, come la paretina mostrata a metà della semiala destra nel disegno di destra, è qualitativamente identico. Questo spostamento della portanza sul lato interno della paretina (con la discontinuità che quindi si genera nella zona centrale della semiala, che è quella che andrebbe in stallo per prima al raggiungimento di elevati angoli di incidenza), ha effetti marcatamente positivi sulle caratteristiche di stallo dell'ala, poiché il flusso potenziale influenzato dalla paretina influenza a sua volta lo strato limite e ritarda la sua separazione dal dorso dell'ala agli alti angoli d'attacco, ritardando corrispondentemente la perdita di portanza che si tradurrebbe in uno stallo.

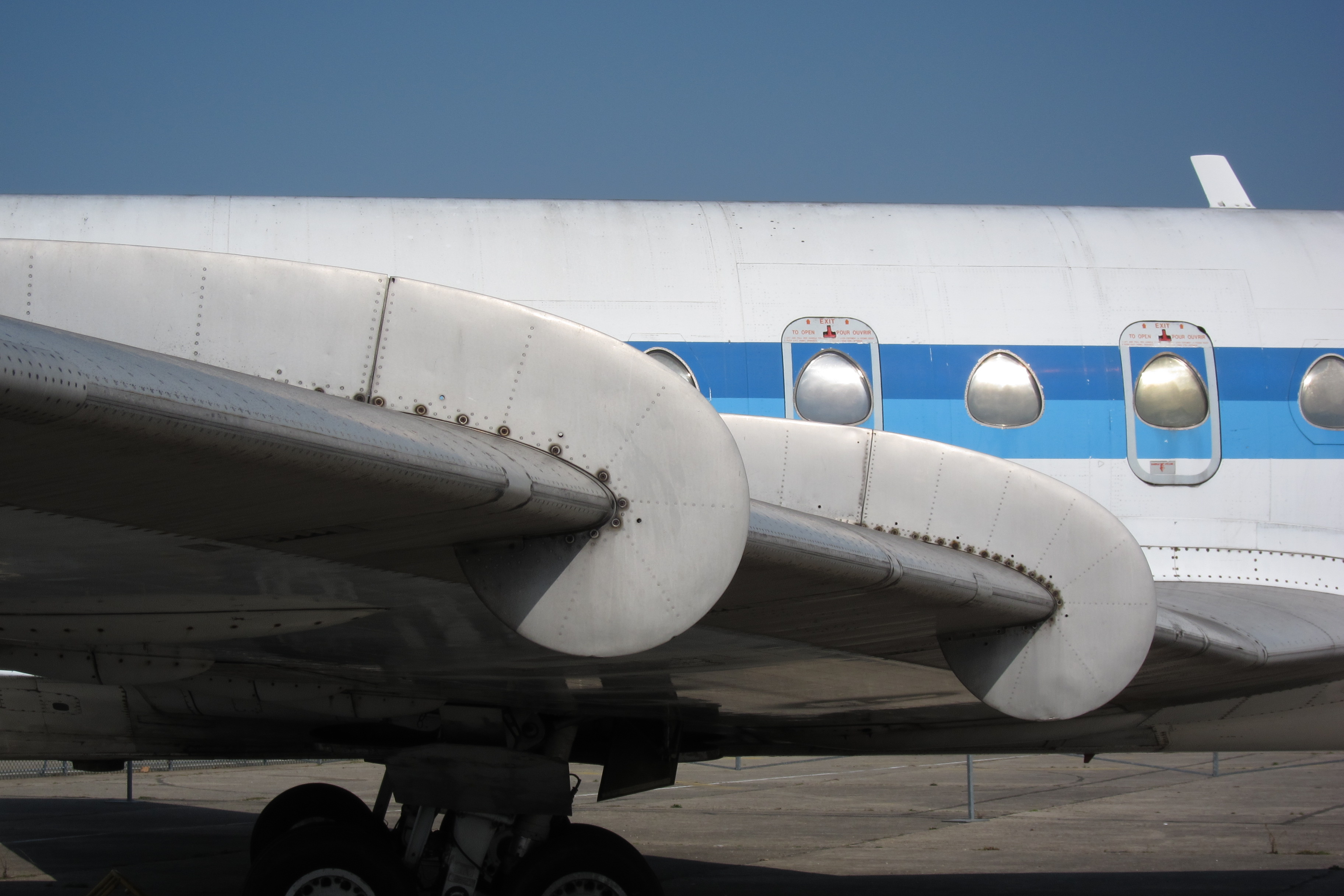
Dettaglio delle paretine antiscorrimento di un Sud Aviation Caravelle.